# Campionati mondiali di sollevamento pesi 2024 - 81 kg femminile
Le gare di sollevamento pesi della categoria fino a 81 kg femminile — pesi massimi primi — dei campionati mondiali del 2024 si sono svolte il 13 dicembre 2024 a Manama presso il Weightlifting Marquee Venue.

## Programma
L'orario indicato corrisponde a quello bahreinita (UTC+03:00)
| Data             | Orario | Evento   |
| ---------------- | ------ | -------- |
| 13 dicembre 2024 | 12:30  | Gruppo B |
| 13 dicembre 2024 | 17:30  | Gruppo A |

## Medagliate
Per ciascun esercizio, le prime tre classificate sono le seguenti:
| Esercizio | Oro          | Oro    | Argento                      | Argento | Bronzo          | Bronzo |
| --------- | ------------ | ------ | ---------------------------- | ------- | --------------- | ------ |
| Strappo   | Liao Guifang | 123 kg | Mönkhjantsangiin Ankhtsetseg | 116 kg  | Kim Kyong-ryong | 114 kg |
| Slancio   | Liao Guifang | 155 kg | Sara Ahmed                   | 149 kg  | Kim Kyong-ryong | 147 kg |
| Totale    | Liao Guifang | 278 kg | Sara Ahmed                   | 262 kg  | Kim Kyong-ryong | 261 kg |

## Record
Prima di questa competizione, i record mondiali esistenti erano i seguenti:
| Record mondiale | Strappo | Mondiale standard | 127 kg | —           | 1º novembre 2018 |
| Record mondiale | Slancio | Liao Xiaomei      | 161 kg | Doha, Qatar | 12 dicembre 2023 |
| Record mondiale | Totale  | Liao Xiaomei      | 284 kg | Doha, Qatar | 12 dicembre 2023 |

## Risultati
| Pos. | Atleta                             | Gr. | Peso atleta | Strappo (kg) | Strappo (kg) | Strappo (kg) | Strappo (kg) | Slancio (kg) | Slancio (kg) | Slancio (kg) | Slancio (kg) | Totale |
| Pos. | Atleta                             | Gr. | Peso atleta | 1            | 2            | 3            | Pos.         | 1            | 2            | 3            | Pos.         | Totale |
| ---- | ---------------------------------- | --- | ----------- | ------------ | ------------ | ------------ | ------------ | ------------ | ------------ | ------------ | ------------ | ------ |
|      | Liao Guifang (CHN)                 | A   | 76.14       | 115          | 120          | 123          |              | 146          | 150          | 155          |              | 278    |
|      | Sara Ahmed (EGY)                   | A   | 80.46       | 113          | 117          | 117          | 4            | 145          | 149          | 153          |              | 262    |
|      | Kim Kyong-ryong (PRK)              | A   | 77.18       | 110          | 114          | 114          |              | 143          | 143          | 147          |              | 261    |
| 4    | Mönkhjantsangiin Ankhtsetseg (MGL) | B   | 81.00       | 110          | 115          | 116          |              | 137          | 141          | 144          | 5            | 253    |
| 5    | Yudelina Mejía (DOM)               | A   | 80.44       | 108          | 108          | 112          | 6            | 140          | 144          | 146          | 4            | 252    |
| 6    | Laura Amaro (BRA)                  | A   | 80.08       | 105          | 108          | 111          | 5            | 130          | 135          | 138          | 7            | 246    |
| 7    | Yekta Jamali (WRT)                 | B   | 81.00       | 100          | 104          | 107          | 8            | 127          | 131          | 133          | 8            | 237    |
| 8    | Yeinny Geles (COL)                 | A   | 80.56       | 103          | 106          | 106          | 9            | 130          | 130          | 130          | 11           | 233    |
| 9    | Weronika Zielińska (POL)           | B   | 80.30       | 102          | 102          | 107          | 10           | 127          | 130          | 130          | 10           | 232    |
| 10   | Mariah Park (USA)                  | B   | 78.12       | 92           | 96           | 100          | 13           | 125          | 128          | 131          | 9            | 231    |
| 11   | Emmy González (MEX)                | B   | 79.90       | 101          | 106          | 106          | 11           | 124          | 128          | 129          | 12           | 230    |
| 12   | Kim I-seul (KOR)                   | B   | 79.56       | 95           | 101          | 106          | 12           | 120          | 126          | 130          | 13           | 227    |
| 13   | Gintarė Bražaitė (LTU)             | B   | 78.56       | 96           | 96           | 101          | 14           | 115          | 120          | 126          | 14           | 222    |
| —    | Valeria Rivas (COL)                | A   | 81.00       | 107          | 110          | 112          | 7            | 138          | 138          | 138          | —            | —      |
| —    | Kim Su-hyeon (KOR)                 | A   | 78.32       | 107          | 107          | 107          | —            | 135          | 140          | 140          | 6            | —      |
| —    | Simona Jeřábková (CZE)             | B   | 76.26       | 86           | 86           | 86           | —            | 102          | 106          | 110          | 15           | —      |